# Kretinga
Kretinga (en allemand : Krottingen) est une ville du nord-ouest de la Lituanie, de l'apskritis de Klaipėda. Sa population est de 21 423 habitants au recensement de 2001.

## Histoire
Au cours de la Seconde Guerre mondiale, en 1941, plusieurs centaines de juifs de la ville sont assassinés lors de différentes exécutions de masse perpétrées par un einsatzgruppen d'Allemands et de collaborateurs lituaniens,. Un monument à la mémoire des victimes est érigé sur les lieux des massacres.

## Architecture
- Château Tyszkiewicz, aujourd'hui musée ethnographique

## Personnages liés à la ville
- Gintaras Einikis, basketteur lituanien.
- Berek Joselewicz, militaire polonais.
- Hans Lipschis (né en 1919), ancien membre des Waffen-SS à Auschwitz.